# Paucourt
Paucourt – miejscowość i gmina we Francji, w Regionie Centralnym, w departamencie Loiret.
Według danych na rok 1990 gminę zamieszkiwało 758 osób, a gęstość zaludnienia wynosiła 38 osób/km² (wśród 1842 gmin Centre, Paucourt plasuje się na 512. miejscu pod względem liczby ludności, natomiast pod względem powierzchni na miejscu 663.).